# Lhotka (Vojkov)
Lhotka je osada, část obce Vojkov v okrese Benešov. Nachází se asi 3 km na východ od Vojkova. V roce 2009 zde byly evidovány tři adresy. Lhotka leží v katastrálním území Bezmíř o výměře 8,96 km².

## Historie
První písemná zmínka o vesnici pochází z roku 1381.